# Vila Verge Bruna
La Vila Verge Bruna és un edifici del municipi de Torrelles de Foix (Alt Penedès) que forma part de l'Inventari del Patrimoni Arquitectònic de Catalunya.

## Descripció
És una casa aïllada de planta baixa, amb coberta a dues vessants. La façana principal presenta atri i quatre columnes toscanes amb base, balustrada davantera i escala d'accés. Les façanes laterals tenen finestres amb llinda, motllurades i amb trencaaigües, i jardineres de ceràmica vidriada quadriculada blanca i blava. Ràfec de fusta amb mènsules i rajoles vidriades amb sanefes ornamentals de fulles d'acant. Hi ha jardí al voltant i amb tanca.